# Valle del Tyropoeon

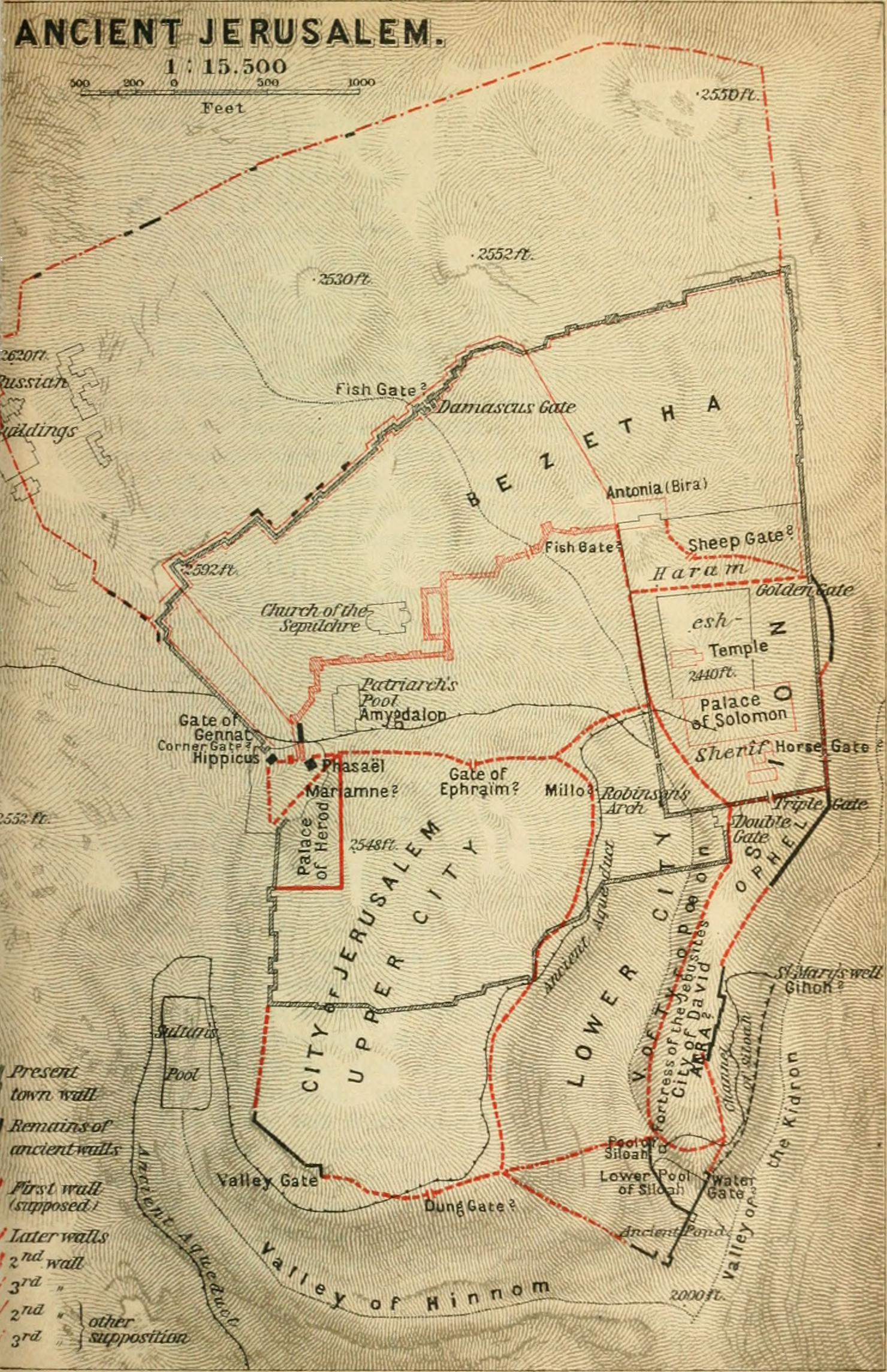
Mappa di Gerusalemme che mostra la Valle del Tyropoeon

Valle del Tyropoeon (φάραγξ τῶν τυροποιῶν pharanx tōn tyropoiōn, cioè "Valle dei Kasseri") è il nome dato dallo storico ebreo-romano del I secolo Flavio Giuseppe alla valle che ai suoi tempi separava il Monte del Tempio di Gerusalemme (Monte Moriah) dal monte Sion e che sfociava nella valle di Hinnom. In termini accademici moderni è anche conosciuta come valle centrale di Gerusalemme.

## Etimologia
Nell'antico Rotolo di Rame (datato tra il 50 e il 100 a.C.) ritrovato nel Mar Morto questa valle è chiamata Valle Esterna.
Il toponimo Tyropoeon deriverebbe da un'antica traduzione errata dall'ebraico al greco del libro di Giuseppe Flavio. Ciò si spiega con il fatto che le lingue semitiche usano la stessa radice per esterno e rapprendere.

## Storia
Il Tyropoeon, riempito nel corso dei secoli da un vasto accumulo di detriti, era attraversato da alcuni ponti, il più noto dei quali era il ponte di Sion, che probabilmente era il mezzo di comunicazione ordinario tra il palazzo reale di Sion e il tempio.
Il muro Occidentale del Monte del Tempio si innalzava dal fondo di questa valle fino all'altezza di 84 piedi. Al di sopra del muro Occidentale si innalzava il muro del chiostro di Salomone, che raggiungeva un'altezza di circa 50 piedi. La struttura complessiva, fatta dall'unione dei due muri, "originariamente presentava alla vista una stupenda massa di muratura difficilmente superabile da qualsiasi altra opera muraria nel mondo".